# Vuốt dài Grimwood
Vuốt dài Grimwood, tên khoa học Macronyx grimwoodi, là một loài chim trong họ Motacillidae.
Nó được tìm thấy ở Angola, Cộng hòa Dân chủ Congo, và Zambia. Môi trường sống tự nhiên của loài chim này là đồng cỏ hoặc đồng bằng bị ngập lụt cận nhiệt đới hoặc cận nhiệt đới ẩm ướt theo mùa.